# Lengua (anatomía)
La lengua es un órgano muscular móvil, situado en el interior de la boca, impar, medio y simétrico, que desempeña funciones esenciales como el sentido del gusto, la homogénea hidratación de la boca, la deglución, y el lenguaje.  La musculatura tiene un origen hipobranquial como la epiglotis y es posterior a la formación de la envoltura lingual. La amígdala palatina tiene el mismo origen tímico que el resto de los elementos del anillo de Waldeyer.

## Etimología
Proviene del latín antiguo: lingua;
 (llamada coloquialmente la sinhueso como órgano de la palabra).

## Anatomía
La lengua está situada en el interior de la boca, es móvil,  impar, media y simétrica. 

### Conformación exterior
La lengua tiene forma de cono, presenta un cuerpo, una forma de V lingual, una raíz y un hueso llamado hioides. El cuerpo o porción bucal comprende los dos tercios anteriores, la raíz o porción faríngea, el tercio posterior, separados ambos por la V lingual o istmo de las fauces. Las partes de la lengua son:
- Cara superior: También se llama dorso de la lengua, presenta la V lingual, abierta hacia delante, formada por las  papilas circunvaladas o caliciformes.[cita requerida] La superficie del dorso de la lengua, por delante de la V lingual, está en relación con el paladar, suele ser lisa y generalmente tiene unos surcos congénitos y otros adquiridos que diferencian las lenguas de los individuos.
- Cara inferior: Descansa en el suelo de la boca. En la línea media, se encuentra el frenillo (llamado también frenillo lingual o filete lingual), de forma semilunar, muy resistente, que limita los movimientos de la lengua. De no ser por este frenillo, podríamos incluso morir al tragar la lengua; de allí su gran importancia. A ambos lados del frenillo de la lengua, en su parte más anterior, aparecen dos tubérculos, perforados en su centro, que son los orificios de los conductos de Wharton u orificios de salida de las glándulas salivales submandibulares. Más posteriormente, se encuentran los orificios de salida de los conductos de Bartolini de las glándulas sublinguales. Las venas raninas se visualizan azuladas en la cara inferior de la lengua, a ambos lados del frenillo.
- Bordes linguales: Son libres, redondeados y en relación con los arcos dentarios e importantes. También cuentan con filtradores de bacterias.
- Base de la lengua: Es gruesa y ancha y está en relación de adelante hacia atrás con los músculos milohioideos y genihioideos, con el hueso hioides y con la epiglotis, a la que se halla unida por los tres repliegues glosoepiglóticos.
- Punta lingual: También conocida como ápice o vértice lingual. Sirve para degustar los alimentos mediante la masticación.

### Constitución de la lengua

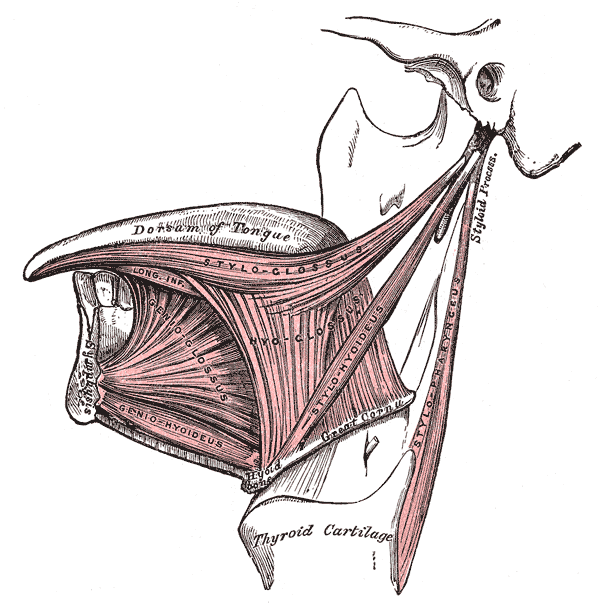
Músculos extrínsecos de la lengua. El lado izquierdo.

- Esqueleto de la lengua: Es un armazón osteofibroso formado por el hueso hioides, la membrana hioglosa y el septum medio, que son dos láminas fibrosas sobre las que se insertan los músculos de la lengua.
- Músculos de la lengua: La musculatura lingual permite a la lengua gran movilidad. Consta de músculos extrínsecos, originados fuera de la lengua, y músculos intrínsecos, originados dentro de ella. Todas las fibras musculares de la lengua. Los músculos de la lengua son 17; uno solo es impar y medio, el lingual superior; todos los demás son pares y laterales,[6] y son:

- Geniogloso: Se inserta en la apófisis geni de la mandíbula y se dirige en forma de abanico a la lengua.
- Estilogloso: Se inserta en la apófisis estiloides del hueso temporal.
- Hiogloso: Se inserta en el hueso hioides.
- Palatogloso: También se llama músculo glosoestafilino y constituye el espesor del pilar anterior del velo del paladar. Es capaz de elevar la porción posterior de la lengua o deprimir el paladar blando, más comúnmente actúa como constrictor del istmo de las fauces.
- Faringogloso: Dirige la lengua hacia abajo y atrás.
- Amigdalogloso: Elevador de la base de la lengua.
- Músculo lingual superior: Es un músculo impar y medio.
- Músculo lingual inferior: Que va del apex al frenillo lingual.
- Músculo transverso de la lengua: Se fija en la cara del tabique lingual, formado por fascículos transversales que terminan en los bordes de la lengua. Su contracción redondea la lengua, acercando sus bordes, y la proyecta hacia adelante. Es un músculo intrínseco.

- Mucosa de la lengua: La mucosa que reviste el dorso del cuerpo es una mucosa especializada. La mucosa que está detrás de la V lingual constituye las amígdalas linguales. La mucosa del dorso lingual presenta seis tipos de papilas gustativas (tal y como se observan en la lengua de arriba hacia abajo):

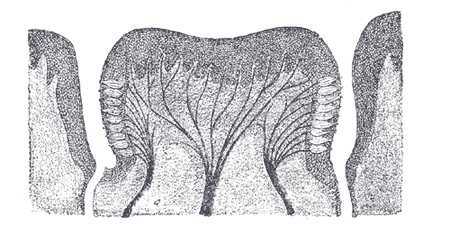
Papila gustativa, corte coronal.

- Papilas caliciformes o circunvaladas
- Papilas foliadas
- Papilas filiformes
- Papilas fungiformes

- Los corpúsculos gustatorios presentan cuatro tipos de células:

- Células oscuras
- Células claras
- Células intermedias
- Células de sostén

## Desarrollo y formación de la lengua
Hacia finales de la cuarta semana de la gestación embrionaria, se observa una elevación triangular en el suelo de la faringe, llamada tubérculo impar, y es la primera muestra del desarrollo de la lengua. Pronto se desarrollan dos yemas laterales, las protuberancias linguales. Estas tres tumefacciones provienen del mesénquima del primer arco faríngeo. Estas protuberancias linguales aumentan rápidamente de tamaño hasta que se fusionan, dejando entre ellas el surco medio de la lengua, y generando así el cuerpo lingual.[cita requerida]

## Irrigación e inervación de la lengua
La mucosa especializada lingual y la lengua en general es ampliamente irrigada e inervada.
La inervación motora proviene del hipogloso y vago (con el plexo faríngeo), mientras que la sensitiva está dada por los nervios glosofaríngeo, vago y lingual (rama del nervio maxilar inferior, rama a su vez del nervio trigémino, proveniente del ganglio de Gasser).[cita requerida]
La sensación del gusto del cuerpo lingual (o los dos tercios anteriores) es conducida por el nervio cuerda del tímpano (rama del nervio facial), y la de la raíz (o el tercio posterior), por los nervios glosofaríngeo y vago.[cita requerida]
La irrigación proviene de la arteria lingual (rama de la arteria carótida externa) y de la vena lingual (que drena en la vena yugular interna por medio del tronco tirolinguofaringofacial).

## Fisiología

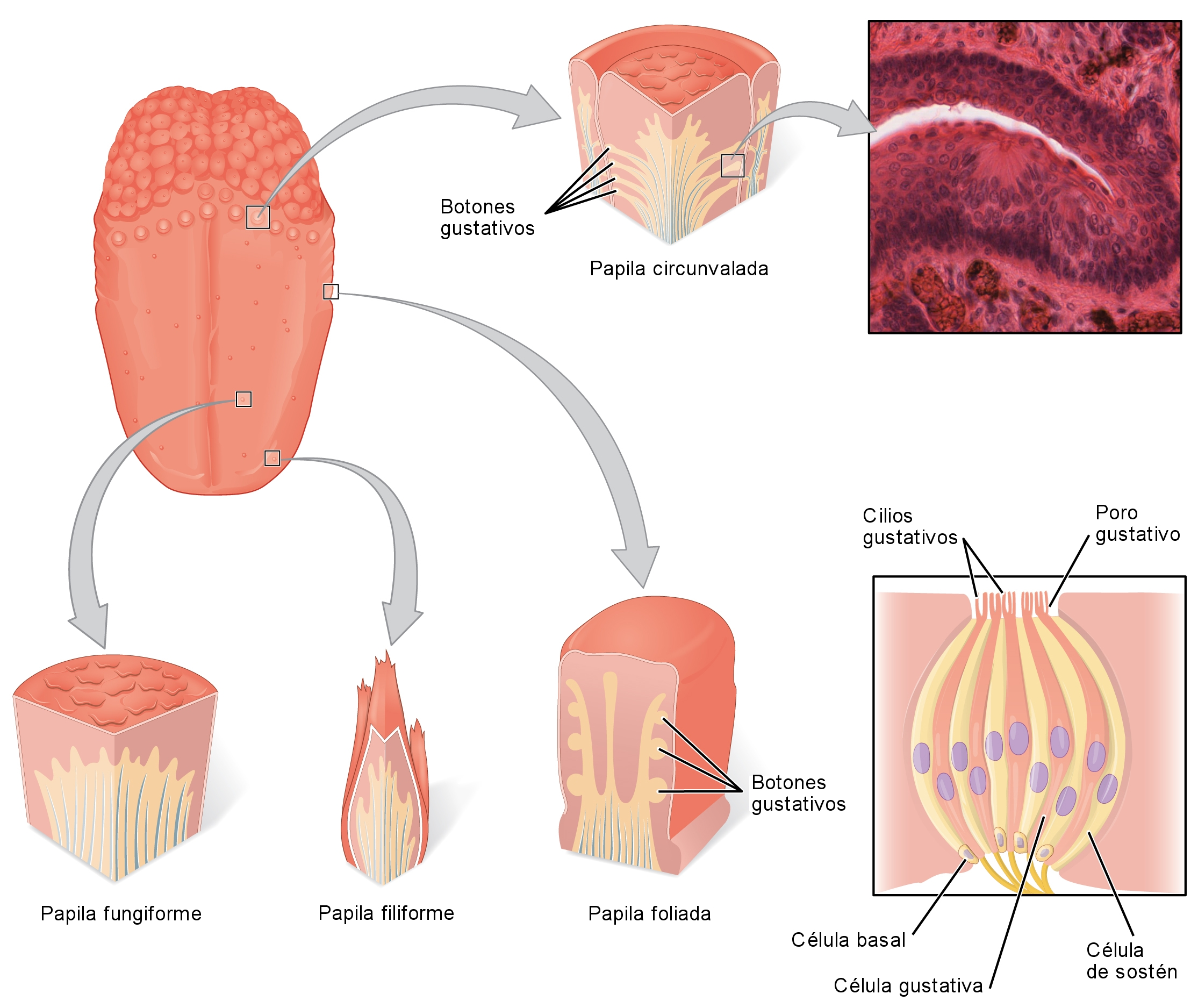
Sentido del gusto.

La lengua desempeña funciones esenciales como: 
- la deglución
- el lenguaje
- la homogénea hidratación de la boca y de los alimentos
- el sentido del gusto

Deglutir y hablar son acciones prácticamente imposibles sin la saliva. 
(es un hidrostato)

### Fisiología del gusto
El sentido del gusto es posible gracias a los botones gustativos, también llamados corpúsculos gustativos.

En un adulto humano, existen alrededor de 10 000 bastones gustativos, la mayor parte de los cuales se encuentran en la superficie de la lengua. Cada uno de los botones gustativos tiene forma ovalada y está constituido por un conjunto de células, entre las cuales se encuentran las células gustativas que disponen de cilios que entran en contacto con las sustancias disueltas en la boca por la saliva.